# Jakubher
Jakubher (vagy Jakubhar, más néven Jak-Baal, uralkodói nevén Meruszerré) ókori egyiptomi uralkodó volt a második átmeneti korban, az i. e. 17. vagy 16. században. Vitatott, melyik dinasztiához tartozott, mikor élt, mennyi ideig uralkodott és hatalma mekkora területre terjedt ki.

## Említései és helye a kronológiában

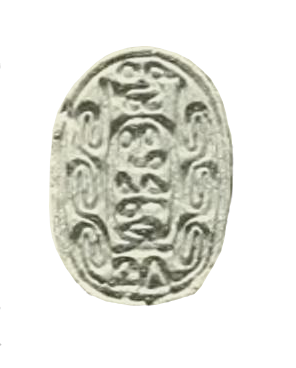
Szkarabeusz Jakubher kártusával a British Museumban (EA 40741)

Vitatott, melyik dinasztiához tartozott Jakubher: egyes tudósok a XIV. dinasztia egyik királyának tartják, mások a XV. dinasztia elejének egyik hükszosz uralkodójának, vagy a hükszoszok vazallusának. Neve 27 szkarabeuszpecséten maradt fenn, melyek közül három Kánaánból került elő, négy Egyiptomból, egy Núbiából, a fennmaradó 19 pedig ismeretlen helyről. Az, hogy egymástól ennyire távol kerültek elő, azt jelzi, hogy a második átmeneti korban kereskedelmi kapcsolatok álltak fenn a Nílus-delta, Kánaán és Núbia között.

### XIV. dinasztia
A XIV. dinasztia kánaáni eredetű királyok dinasztiája volt, amely a Delta keleti részét uralta a hükszoszok érkezése előtti időkben. Kim Ryholt feltételezése szerint Jakubher a XIV. dinasztia végének egyik királya volt, köztük az utolsó, akinek kortárs említései is fennmaradtak.
Ryholt ezt elsősorban arra alapozza, hogy Jakubher egyik szkarabeuszát a mai Izrael területén, Tel Sikmonában fedezték fel egy ásatás során, a MB IIB korszakra (középső bronzkor, i. e. 1750–1650) datált régészeti kontextusból, ami azt jelenti, a XV. dinasztiánál korábban élt. Mivel Jakubher neve nyugati sémi eredetű lehet – jelentése: „Har (Hórusz) védelmezi őt” –, a XIV. dinasztiához tartozhatott.
Másodszor arra alapozza feltevését, hogy bár a korai hükszosz uralkodók, például Szekirhar a heka haszut („az idegen földek uralkodója”) címet viselték, a későbbiek felvették a hagyományos egyiptomi királyi titulatúrát. Erre a változásra Hian uralkodása alatt került sor, aki eleinte a heka haszut címet viselte, uralkodása során azonban felvette a Szeuszerenré egyiptomi uralkodói nevet. A későbbi hükszosz uralkodók, köztük Apepi a heka haszut címet már elhagyták, és csak a hagyományos egyiptomi uralkodói nevet viselték, akárcsak a XIV. dinasztia uralkodói. Mivel Jakubhernek ismert az uralkodói neve (Meruszerré), vagy a XV. dinasztia végén uralkodott, vagy az ázsiai eredetű XIV. dinasztia tagja volt. Tekintve, hogy a XV. dinasztia végén nem ismert Meruszerré nevű király, Ryholt arra a következtetésre jutott, hogy Jakubher a XIV. dinasztiához tartozott.

### XV. dinasztia
Daphna Ben Tor és Suzanne Allen ezzel szemben felhívják a figyelmet arra, hogy Jakubher szkarabeuszai stilisztikailag csaknem egyformák egy hükszosz uralkodó, a jól ismert Hian szkarabeuszaival. Ez azt mutatja, hogy Jakubher vagy Hian közvetlen utóda volt, és a XV. dinasztiához tartozott, vagy a hükszoszok azon vazallusai közé sorolható, akik Hian fennhatósága alatt uralkodtak a Nílus-deltában. Ben-Tor szerint „azt, hogy Jakubher király a XV. dinasztiához tartozik, az ő és a Hian király szkarabeuszai közt fennálló komoly stilisztikai hasonlóság támasztja alá”. Emellett az uszer hieroglifának az a formája, amelyet ennek a két királynak az uralkodói nevében használtak, azt mutatja, hogy időben közel álltak egymáshoz.

## A popkultúrában
Simcha Jacobovici Exodus Decoded című filmjében felvetette, hogy Jakubher azonos lehetett a bibliai Jákob pátriárkával, mert a hükszosz fővárosból, Avariszból előkerült egy pecsétgyűrű a Jakov vagy Jakub névvel, ami megfelel Jákob nevének. Jacobovici figyelmen kívül hagyja, hogy Jakubher a második átmeneti kor jól dokumentált egyiptomi uralkodója, a Jakov és különböző változatai pedig gyakori sémi nevek ebben a korszakban. Emellett nem próbálja megmagyarázni, miért használta volna József az apja pecsétjét, nem a sajátját, ahogy elmélete állítja.

## Fordítás
- Ez a szócikk részben vagy egészben  a   Yaqub-Har című angol Wikipédia-szócikk ezen változatának fordításán alapul.  Az eredeti cikk szerkesztőit annak laptörténete sorolja fel. Ez a jelzés csupán a megfogalmazás eredetét és a szerzői jogokat jelzi, nem szolgál a cikkben szereplő információk forrásmegjelöléseként.